# Isonemurus longipalpis
Isonemurus longipalpis is een insect uit de familie van de mierenleeuwen (Myrmeleontidae), die tot de orde netvleugeligen (Neuroptera) behoort. 
Isonemurus longipalpis is voor het eerst wetenschappelijk beschreven door Esben-Petersen in 1928.